# دهوک پدهال
دهوک پدهال (به انگلیسی: Dhok Padhal) یک روستا در پاکستان است که در تحصیل دینه واقع شده‌است. دهوک پدهال ۱٬۲۰۰ نفر جمعیت دارد.